# Liste des évêques et archevêques de Huamanga-Ayacucho
Cette liste recense les évêques qui se sont succédé sur le siège du diocèse de Huamanga depuis sa création le 20 juillet 1609. En 1825, le nom de la ville de Huamanga est changé en Ayacucho en mémoire de la bataille d'Ayacucho mais le diocèse garde son ancien nom. Le 30 juin 1966, il est élevé au rang d'archidiocèse métropolitain et prend alors le nom d'archidiocèse d'Ayacucho.

## Évêques
- Agustín de Carvajal, O.S.A (7 mai 1612 - 1621)
- Francisco Verdugo Cabrera (14 mars 1622 - 20 juillet 1636)
- Gabriel de Zarate, O.P (14 décembre 1637 - 1638)
- Antonio Conderina Vega, O.S.A (26 mai 1642 - 1649)
- Andrés García de Zurita (1649 - 4 avril 1650), nommé évêque de Trujillo
- Francisco de Godoy (2 mai 1650 - 1 septembre 1659), nommé évêque de Trujillo
- Cipriano de Medina, O.P (16 février 1660 - 1664)
- Vasco Jacinto de Contreras y Valverde (7 juin 1666 - 2 mars 1667)
- Cristóbal de Castilla y Zamora (11 juin 1668 - 8 novembre 1677), nommé évêque de La Plata
  - Antonio de San Pedro, O.Cist (22 novembre 1677 - ?) (évêque élu)
- Sancho Pardo de Andrade de Figueroa y Cárdenas (12 juin 1679 - 15 novembre 1688), nommé évêque de Quito
  - Francisco Luis de Bruna Rico (6 décembre 1688 - 1689) (évêque élu)
- Mateo Delgado (12 décembre 1689 - juillet 1695)
- Diego Ladrón de Guevara (11 avril 1699 - 15 septembre 1704), nommé évêque de Quito
  - Sede vacante (1704-1716)
- Francisco de Deza y Ulloa (7 décembre 1716 - 22 avril 1722)
- Alfonso López Roldán, O.S.Bas (30 août 1723 - 22 février 1741)
- Miguel Bernardino de la Fuenta y Rojas (7 août 1741 - 1742)
- Francisco Gutiérrez Galeano, O. de M. (25 janvier 1745 - 12 octobre 1748)
- Felipe Manrique de Lara (23 février 1750 - 31 janvier 1763)
- José Luis de Lila y Moreno, O.S.A (20 août 1764 - janvier 1769)
- Miguel Moreno y Ollo (12 mars 1770 - 11 septembre 1780)
- Francisco López Sánchez (10 décembre 1781 - 2 mars 1790)
- Bartolomé Fabro Palacios (11 avril 1791 - 10 juillet 1795)
- Francisco Matienzo Bravo de Rivero (27 juin 1796 - 1802)
- José Antonio Martínez de Aldunate † (26 mars 1804 - 1810), nommé archevêque de Santiago du Chili
- José Vicente Silva y Olave (15 mars 1815 - 1816)
- Pedro Gutiérrez de Coz (16 mars 1818 - 13 mars 1826), nommé évêque de San Juan
  - Sede vacante (1826-1841)
- Santiago José O' Phelan (12 juillet 1841 - 22 septembre 1857)
- José Francisco Ezequiel Moreyra (27 mars 1865 - 23 mars 1874)
- Juan José de Polo (17 septembre 1875 - novembre 1882)
  - Sede vacante (1882-1893)
- Julian Cáceres Negrón (19 janvier 1893 - 21 février 1900)
- Fidel Olivas Escudero (19 avril 1900 - 12 avril 1935)
- Francisco Solano Muente y Campos, O.F.M (30 mai 1936 - 21 juillet 1939)
- Victor Álvarez Huapaya, S.D.B (15 décembre 1940 - 2 mars 1958)
- Otoniel Alcedo Culquicóndor, S.D.B (28 août 1958 - 20 novembre 1979)
- Federico Richter Fernández-Prada, O.F.M (20 novembre 1979 - 30 juin 1966), devient archevêque d'Ayacucho

## Archevêques
- Federico Richter Fernández-Prada, O.F.M (30 juin 1966 - 23 mai 1991)
  - Sede vacante (1991-1995)
- Juan Luis Cipriani Thorne (13 mai 1995 - 9 janvier 1999), nommé archevêque de Lima
  - Sede vacante (1999-2001)
- Luis Abilio Sebastiani Aguirre, S.M (13 juin 2001 - 6 août 2011)
- Salvador Piñeiro García-Calderón (6 août 2011- )

## Sources
- (en) « Archdiocese of Ayacucho o Huamanga  : Past and Present Ordinaries », sur catholic-hierarchy.org (consulté le 12 juin 2023)